# Тарифа, Фатос
Фатос Тарифа (алб. Fatos Tarifa, родился в 1954 году) — албанский социолог и дипломат.

## Образование
Тарифа имеет две степени доктора философии: по политологии (Тиранский университет) и социологии (Университет Северной Каролины в Чапел-Хилл). С 1981 года он стал преподавателем Школы политологии и юриспруденции при Тиранском университете, где также занимался исследованием. В 1992 году получил грант по программе Фулбрайта от Департамента социологии Университета Северной Каролины в Чапел-Хилл.

## Деятельность
Тарифа работал послом Албании в Нидерландах (1998—2001) и США (2001—2005). В настоящее время он является профессором социологии и международных отношений, а также директором института исследований демократии и развития в Нью-Йоркском университете Тираны. Он занимался исследованиями в Тиранском университете, Европейском университете Тираны, Международном институте социальных исследований Гааги, Вебстерском университете в Лейдене, Университете Кэмпбелла (Северная Каролина), Университете Северной Каролины в Чапел-Хилл и Университете Восточного Мичигана. Читал лекции в Университете Дьюка, Стэнфордском университете, Нью-Йоркском университете, Гарвардском университете, Брауновском университете, Калифорнийском университете в Беркли, Университете Тафтса, Эссекском университете и Амстердамском университете.
Тарифа является автором более чем 45 книг и 90 статей в журналах. Его книги и статьи охватывают разные темы: от перехода к демократии и социальных перемен в Восточной Европе до развития человеческого сообщества и международных отношений. В 1998 году он стал главным редактором журнала «Sociological Analysis» в Чапел-Хилл, проработав на этой должности 15 лет. Состоит в Международном рекомендательном совете изданий «Journal of Social Sciences» и «Journal of Applied Social Science». В Албании же он известен как основоположник социологии не только как науки, но и как учебной дисциплины в вузах страны. Получил прозвище «отец албанской социологии».

## Известные публикации
- The First Decade and After (2000) – ISBN 90-6490-044-2;
- The Breakdown of State Socialism and the Emerging Post-Socialist Order (2001) – ISBN 90-6490-045-0;
- Culture, Ideology, and Society (2001) – ISBN 90-806178-2-2;
- The Quest for Legitimacy and the Withering Away of Utopia (2001) – ISBN 90-806178-3-0;
- The Balkans: A Mission neither Accomplished nor Impossible (2002) – ISBN 90-806178-1-4;
- To Albania, with Love (2007) – ISBN 0-7618-3590-3;
- Europe Adrift on the Wine-Dark Sea (2007) – ISBN 978-0-9776662-8-7;
- Jeta shoqerore si eksperience sociologjike [Social Life as Sociological Experience] (2007) – ISBN 978-99943-44-20-8;
- Saga e dy kontinenteve [The Tale of Two Continents] (2007) – ISBN 978-99943-44-38-3;
- Vengeance is Mine: Justice Albanian Style (2008) – ISBN 978-0-9801896-0-5;
- Amerikanofobia dhe anti-amerikanizmi europian [Americanophobia and Anti-Americanism in Europe] (2008) – ISBN 978-99943-44-87-1;
- Europa e pabashkuar [Ununited Europe] (2009) – ISBN 978-99956-38-02-3;
- Paradigma e tranzicionit demokratik [The Paradigm of Democratic Transition] (2009) – ISBN 978-99956-38-24-5;
- Kaloresit e humbur te kryqezates anti-Kadare [The Defeated Warriors of the anti-Kadare Crusade] (2010) – ISBN 978-99956-38-41-2;
- Rilindja e Europes [Europe's Renaissance] (2010) – ISBN 978-99956-38-47-4;
- Fati i nje shekulli [The Fate of a Century] (2010) – ISBN 978-99956-38-51-1;
- Letters to America / Letra Amerikes (2011) – ISBN 978-99956-38-94-8;
- Dinamika e modernitetit pluralizues [The Dynamics of Pluralizing Modernity] (2012) - ISBN 9789928060365
- Politika dhe historia [Politics and History] (2012) - ISBN 978-99956-39-50-1;
- Dija, universiteti dhe demokracia [Knowledge, the University, and Democracy] (2012) - ISBN 978-99280-60-47-1;
- Pamundesia e projektit europian [The Impossibility of the European Project] (2013) - ISBN 978-99281-65-23-7;
- Shkencat e shoqërisë: Sociologjia si disiplinë integruese për studimin e jetës shoqërore [The Sciences of Society: Sociology as an Integrative Discipline for the Study of Social Life] with a Foreword by Anthony Giddens (2013) - ISBN 978-99281-64-44-5;
- Përplasje qytetërimesh? Radikalizmi islamik në kontekst historik dhe politik [Clash of Civilizations? Radical Islam in Historical and Political Contexts] (2013) - ISBN 978-99281-64-75-9;
- Arsim i lartë për një shoqëri të hapur [Higher Education for an Open Society] (2013) - ISBN 978-99956-39-51-8;
- Politika si gramatikë dhe metaforë [Politics as Grammar and Metaphor] (2014) - ISBN 978-99281-64-85-8;
- Imagjinata sociologjike dhe bota jonë sociale [The Sociological Imagination and Our Social World] (2014) - ISBN 978-99281-64-92-6;
- Një botë e mbarsur për shekullin e 21-të [A World Loaded for the 21st Century] (2014) - ISBN 978-99281-64-96-4;
- Bona fide (2014) - ISBN 978-99281-86-14-0;
- Hakmarrja është imja: Morfologjia sociale dhe gramatika morale e gjakmarrjes [Vengeance is Mine: The Social Morphology and Moral Grammar of Vengeance] (2014);